# Chiesa di Ognissanti (Vilnius)
La Chiesa di Ognissanti (in lituano Visų Šventųjų bažnyčia; in polacco Kościół Wszystkich Świętych) è una chiesa in stile barocco localizzata nel centro storico di Vilnius, in Lituania. La chiesa di Ognissanti fu costruita tra il 1620 e il 1631 e fu utilizzata dai Carmelitani. Nella seconda metà del XVII secolo la struttura risultava collegata ad un monastero e dava luogo a un unico complesso.

## Storia
Un grande monastero carmelitano era già presente in posizione adiacente a dove oggi sorge la chiesa, che fu ultimata tra il 1620 e il 1631. L'edificio principale a due piani segue la strada, mentre ci sono anche diverse strutture di epoca successiva e una casa di noviziato a due piani con un piccolo cortile alle mura della città. Nei secoli XVI-XVIII parteciparono attivamente alla vita pubblica, celebrarono feste religiose e processioni, tanto che nel 1819 i carmelitani istituirono una scuola parrocchiale nel monastero. Nel 1908 il vicario Petras Kraujalis iniziò a predicare in lingua lituana, scelta a cui si oppose il clero polacco. La Chiesa di Ognissanti è localizzata alla fine di una strada dove si trovava la porta principale del ghetto ebraico: durante la seconda guerra mondiale, si scavò un tunnel attraverso le fogne che collegava la chiesa con il ghetto. Il prete della chiesa provvedeva a recuperare del pane da portare ai semiti attraverso il tunnel, oltre a coprire talvolta la fuga di alcuni di essi. Anche alcuni lituani cristiani aiutavano a far entrare di nascosto il cibo ai litvaki. In epoca sovietica, la chiesa ospitò un museo di arte popolare dopo la ricostruzione tra il 1967 e il 1975.

## Architettura

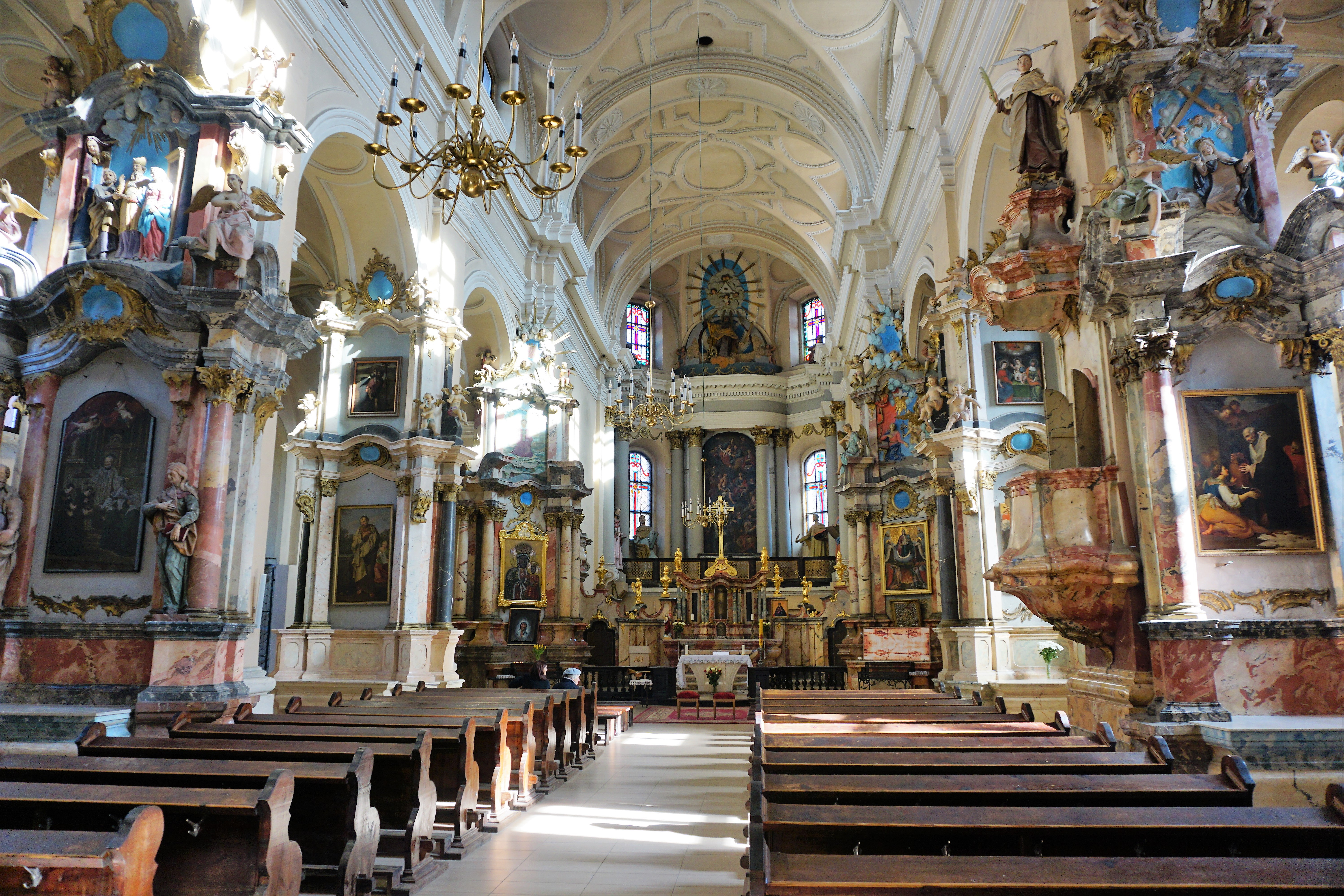
Interno della chiesa

Il campanile è alto e massiccio e vanta elaborate decorazioni: dopo un incendio nel XVIII secolo, fu restaurato e rifinito con un tetto a cupola in stile rococò. Marcin Knackfus supervisionò il progetto per l'altare della chiesa: sopra quello maggiore si eleva un altro altare che ricorda un trono reale con baldacchino. Fu eretto un campanile, mentre le sculture all'interno risalgono al XVIII secolo. Nel 1859 si arricchì l'arredamento policromo degli interni; a est della chiesa si trova una piazza, nella quale un tempo sorgeva il convento dei carmelitani scalzi accanto a una chiesa barocca dedicata a San Giuseppe fondata nel 1638 dal vicecancelliere del Granducato di Lituania Stefano Pac. Il suo esterno richiamava la chiesa di Santa Teresa, situata sempre a Vilnius. Nel 1877 la chiesa di San Giuseppe andò demolita per ordine dello zar per essere sostituita da un mercato (attualmente è una piazza).